# پاتریک دلامونتانی
پاتریک دلامونتانی (فرانسوی: Patrick Delamontagne‎؛ زادهٔ ۱۸ ژوئن ۱۹۵۷) بازیکن فوتبال اهل فرانسه بود.
از باشگاه‌هایی که در آن بازی کرده‌است می‌توان به باشگاه فوتبال موناکو، باشگاه فوتبال المپیک مارسی، باشگاه فوتبال نانسی و باشگاه فوتبال رن اشاره کرد.
وی همچنین در تیم ملی فوتبال فرانسه بازی کرده‌است.